# Список памятников Белгорода
Список памятников города Белгорода включает в себя памятники расположенные на территории города Белгорода и краткую информацию о них.

Мемориальный комплекс «Погибшим в Афганистане»

## Памятники города Белгорода
- Памятник Равноапостольному князю Владимиру Великому — расположенный на северной оконечности Харьковской горы с восточной стороны проспекта Ватутина вблизи его пересечения с улицей Костюкова. Скульптор Вячеслав Клыков, архитектор Виталий Перцев. Был открыт 4 августа 1998 года накануне 55-летия освобождения Белгорода от немецких войск и в преддверии 2000-летия Рождества Христова. Памятник изготовлен из меди, в технике выколотки, на Калужской скульптурной фабрике. Состоит из трех изобразительных ярусов, покоящихся на монолитном фундаменте. Высота памятника 22 метра. Является крупнейшим памятником Белгорода[1].
- Памятник Михаилу Щепкину (1788—1863), русскому актёру, одному из основоположников русской актёрской школы, уроженцу Белгородчины. Установлен у здания Белгородского государственного академического драматического театра имени М. Щепкина. Памятник выполнен из бронзы[1].
- Памятник «Жертвам Чернобыля» — находится на проспекте Богдана Хмельницкого, у индустриального колледжа. Установлен по инициативе обществ, пострадавших от радиоактивных катастроф в 1998 году. Скульптор А. А. Шишков. Выполнен из меди, в технике выколотки[1].
- Мемориальный комплекс «Погибшим в Афганистане». Находится между Белгородским государственным историко-краеведческим музеем и Музеем-диорамой «Курская битва. Белгородское направление». Открыт 18 февраля 1995 года. Скульптор А. Шишков, архитектор В. Галай. Сооружение установлено на прямоугольном постаменте высотой один метр[1].

Аллея Героев Советского Союза и Героев России — белгородцев

Мемориальный комплекс на Соборной площади.

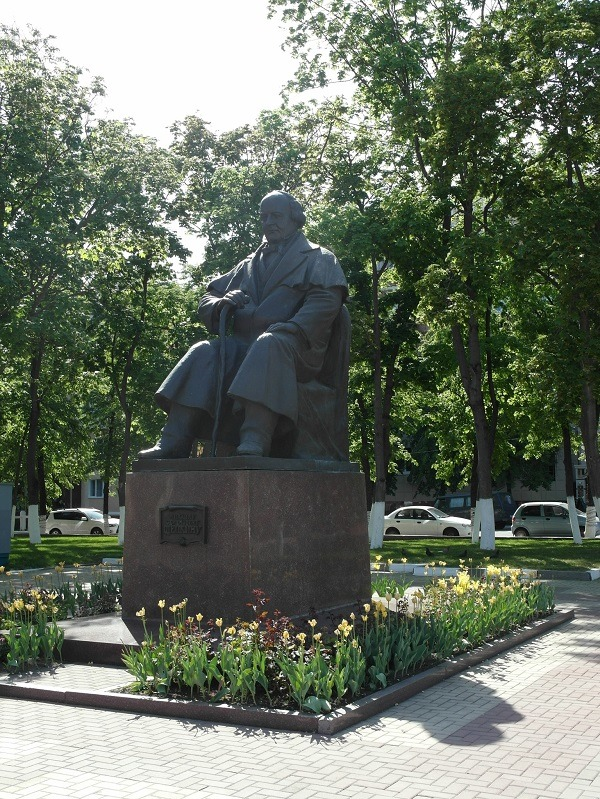
Памятник М. С. Щепкину на Соборной площади.

Могила неизвестного лётчика

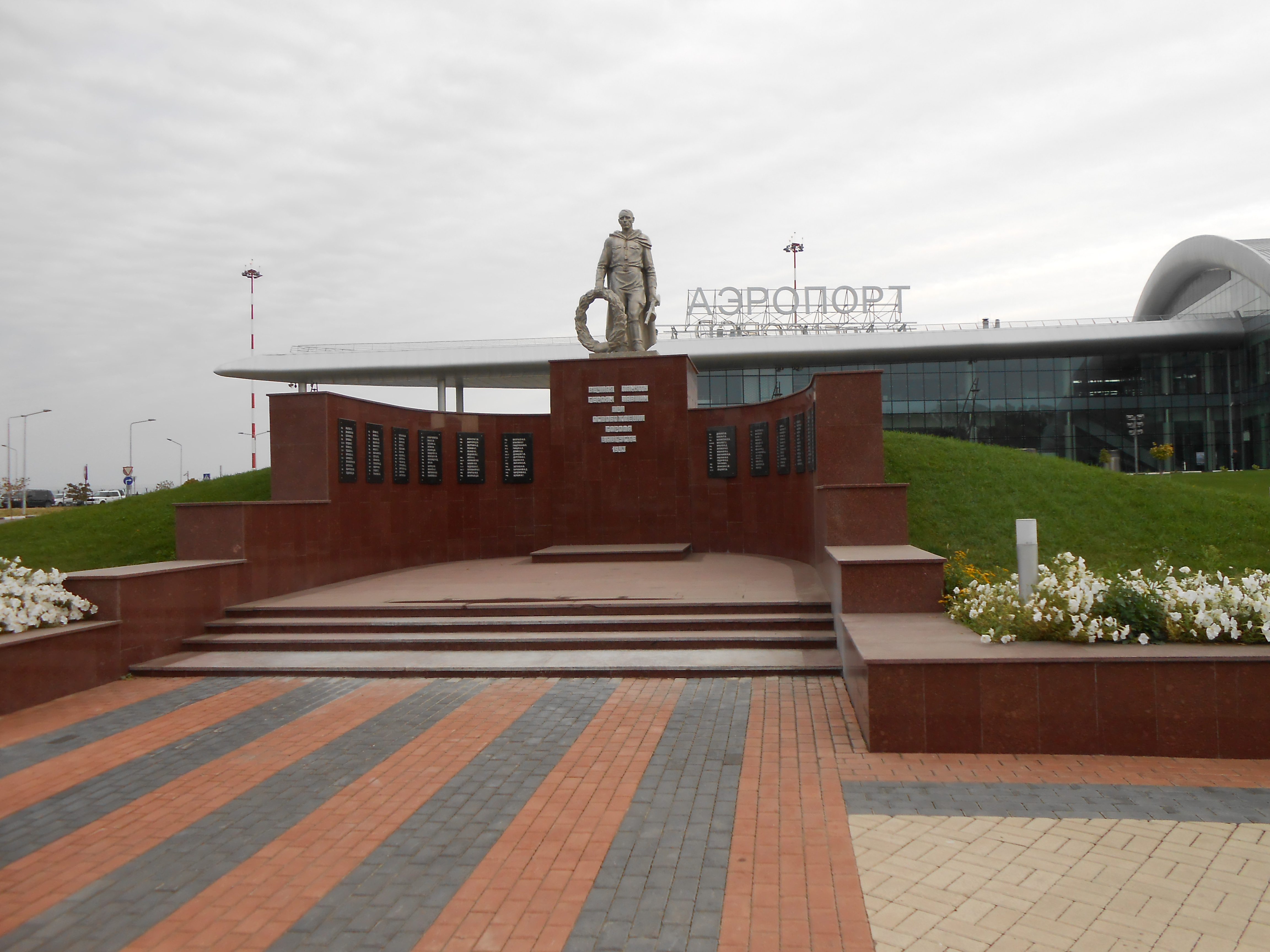
Братская могила 76 советских воинов, погибших в боях с фашистскими захватчиками

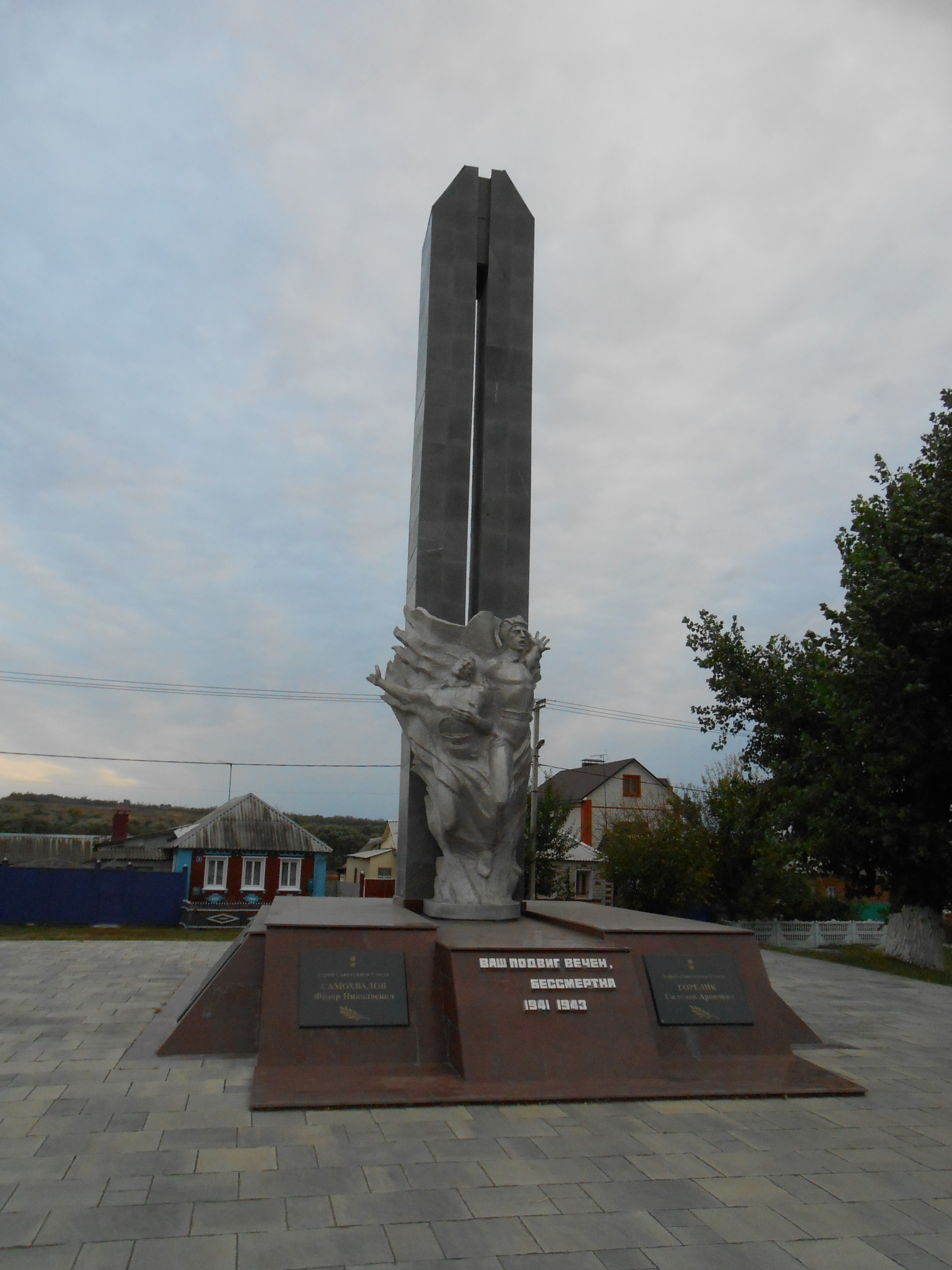
Братская могила 399 советских воинов, среди которых герои Советского Союза танкисты С. А. Горелик и Ф. Н. Самохвалов

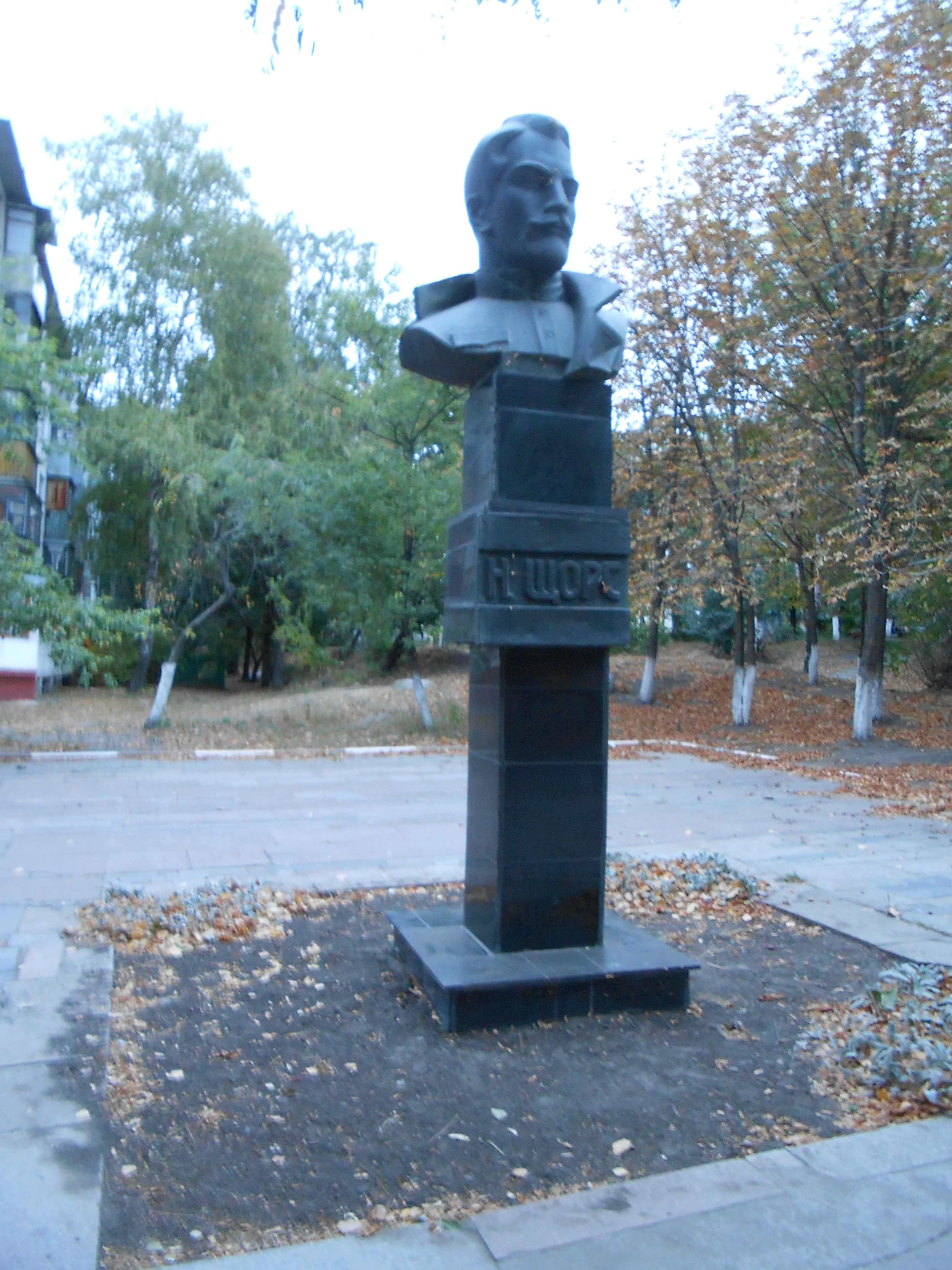
Памятник Н.А Щорсу

- Памятник генералу армии И. Р. Апанасенко. Открыт на Вокзальной площади 4 ноября 1949 года. Скульптор И. Томский и архитектор Л. Голубовский[1].
- Памятник Владимиру Ильичу Ленину. Народный бульвар, ранее находился в северной части Соборной площади. Был снесён в 2013 году[2][3].
- Памятник Владимиру Ильичу Ленину в центральном парке.
- Памятник генерал-майору М. П. Лебедю, освободителю Белгорода в ходе Великой Отечественной войны. Памятник открыт 5 августа 1957 года. Авторы памятника —- скульптор А. И. Тенета и архитектор Я. П. Мухин[1].
- Памятник гвардии старшему лейтенанту танкисту А. И. Попову установлен на перекрестке улиц Попова и Народной. Открыт одновременно с памятником М. П. Лебедю. Авторы памятника — скульптор А. И. Тенета и архитектор Я. П. Мухин[1].
- Памятник Николаю Александровичу Щорсу. Улица Щорса.
- Братская могила 117 советских воинов, погибших в боях с фашистскими захватчиками за освобождение Белгорода. Улица Красноармейская.
- Братская могила 172 советских воинов, погибших в боях с фашистскими захватчиками. Улица Корочанская, 318, возле средней школы № 24
- Братская могила 76 советских воинов, погибших в боях с фашистскими захватчиками. Проспект Богдана Хмельницкого, возле аэропорта.
- Часовня-ротонда в честь 2000-летия Рождества Христова. Возведена заводом ЖБК-1 на северном въезде в Белгород на автомагистрали Москва — Симферополь. Авторы проекта А. Н. Берсенев, А. А. Шишков. Внутри ротонды размещена статуя ангела, «встречающего и благословляющего» каждого въезжающего в город. Открыта и освящена 7 января 2000 года[4].
- Памятник работнику ГАИ на мотоцикле. Установлен в 2003 году на круговой развязке дорог проспекта Ватутина и улицы Губкина. В памятнике заложен образ работника госавтоинспекции Белгорода Павла Гречихина[4].
- Памятник первым предпринимателям. Открыт в ноябре 2007 года рядом с Центральным рынком[5]
- Бюст скульптору Станиславу Косенкову. Установлен в 2005 году у здания теологического факультета Белгородского государственного университета[4].
- Скульптурная композиция «Девушка» в ротонде гостиницы «Южная». Установлена в 2005 году[4].
- Скульптурная композиция «Воспоминание» в сквере у здания Белгородского государственного драматического театра имени М. С. Щепкина. Установлена в 2005 году[4].
- Скульптурная композиция «Студенчество» на территории БГТУ им. В. Г. Шухова. Установлена в 2006 году[4].
- Скульптурная композиция «Фемида» на здании Дома правосудия. Установлена в 2006 году[4].
- Скульптурная композиция «Дворник» по ул. 50-летия Белгородской области. Установлена в 2006 году[4].
- Скульптурная композиция «Краевед» на Центральной аллее парка культуры и отдыха им. В. И. Ленина. Установлена в 2006 году[4].
- Скульптурная композиция «Волейболисты» у Дворца спорта «Космос». В композиции скульптуры два играющих волейболиста и волейбольный тренер Геннадий Шипулин. Установлена в 2006 году[4].
- Скульптурная композиция «Гимнастка» у здания спортивного комплекса Белгородского государственного университета. Установлена в 2006 году[4].
- Скульптурная композиция «Каменотес» на круговой развязке дорог улиц Студенческая и Меловая. Установлена в 2007 году[4].
- Скульптурная композиция «Локомотивы перестройки» у Центрального рынка на Народном бульваре. Установлена в 2007 году[4].
- Скульптурная композиция «Учительница первая моя» установлена в рамках мероприятий, посвященных Дню учителя на Народном бульваре напротив лицея № 9 (бывшей женской гимназии, старейшего учебного заведения города). Установлена 3 октября 2008 года[4].
- Аллея Героев Советского Союза и Героев России — белгородцев. Открыта и освящена 8 мая 2001 года в парке Победы. На аллее установлены бюсты 20 Героям Советского Союза и Героям России. Сооружение начато в 1998 году, основная часть завершена к 2002 году, обновляется[6]. Бюсты из меди, установлены на пьедесталы из красного гранита[7].
- Мемориальный комплекс жертв, павших за Советскую власть в 1918—1919 годах и воинов, павших в боях с фашистскими захватчиками в 1941—1943 годах. Мемориальный комплекс находится в центре города на Соборной площади (бывшей площади Революции). Памятник открыт 5 августа 1959 года. Авторы архитектурно-скульптурной композиции — скульптор, заслуженный деятель искусств Г. В. Нерода и архитектор И. А. Француз[8].
- Братская могила советских воинов, погибших при обороне города Белгорода осенью 1941 года и освобождении города весной и летом 1943 года. Расположена на проспекте Славы (бывшей улице Фрунзе) в районе средней школы № 33. Памятник на могиле открыт 4 августа 1984 года. Зажжен вечный огонь. Авторы памятника — скульптор Д. Ф. Горин, архитекторы О. И. Власов и А. П. Филатов[8].
- Мемориальный комплекс — братская могила 483 советских воинов, погибших в боях с фашистскими захватчиками. Комплекс расположен у здания Центра музыкального искусства (ул. Широкая). В 2008 году осуществлен капитальный ремонт памятника. Автор скульптор — Д. Ф. Горин[8].
- Стела «Город воинской славы». Автор скульптор В. В. Перцев[9].
- Скульптура «Материнство» — автор Анатолий Шишков. Скульптура расположена в сквере «Южный». Материал — искусственный камень[10].
- Памятник Богдану Хмельницкому. Авторы скульпту́ры — Александр и Денис Лохтачевы. Образ создан в городе Златоуст, отлит из бронзы в Минске. Открыт 1 августа 2014 года на пересечении Проспекта Богдана Хмельницкого и Свято-Троицкого бульвара.[11].
- Тяжёлая самоходно-артиллерийская установка (САУ) периода Великой Отечественной войны ИСУ-152 на постаменте музея-диорамы «Огненная дуга».
- Тяжёлая самоходно-артиллерийская установка (САУ) периода Великой Отечественной войны ИСУ-152 на территории завода «Сокол».
- Тяжёлый танк периода Великой Отечественной войны ИС-2 на постаменте музея-диорамы «Огненная дуга».
- Тяжёлый танк периода Великой Отечественной войны ИС-2 в автопарке воинской части.
- Памятник «Хранителям и создателям лесов Белгородчины — лесоводам» — создан скульптором Анатолием Шишковым. Памятник открыт 13 сентября 2016 года, расположен по адресу г. Белгород, ул. Песчаная, Сосновка III.[12]
- Памятник милиционеру-кинологу Фёдору Хихлушке. Находится в Белгороде на улице Хихлушки, у входа гимназии № 12. Увековечен сотрудник уголовного розыска и собака, погибшие при исполнении служебного долга. Открыт в 2010 г. Скульптор О. Киевский.[13]
- Памятник студентам — стройотрядовцам. Открыт на территории БГТУ имени В. Г. Шухова в марте 2013 года. Автор скульптуры из меди, изображающей парня и девушку, — заслуженный художник России, профессор Анатолий Шишков. Это уже второй памятник студентам на территории университета, установленный вблизи от скульптурной композиции «Студенчество»[14].
- Памятник Борису Пастернаку — установлен в сентябре 2014 года на Аллее Нобелевских лауреатов возле корпуса НИУ «БелГУ» на улице Студенческой рядом с монументами Ивану Бунину, Михаилу Шолохову и Александру Солженицыну. Автор памятника, как и других перечисленных, заслуженный художник России Анатолий Шишков[15].
- Памятник Иосифу Бродскому — заключительная скульптура на Аллее отечественных нобелевских лауреатов в области литературы. Открыт в сентябре 2015 года на улице Студенческой, у здания НИУ «БелГУ». Памятник создал белгородский скульптор, заслуженный художник России Анатолий Шишков[16].
- Памятник солдатам правопорядка — открыт 20 июля 2018 года. Горельеф, в котором изображены собирательные образы правоохранителей, расположен на стене областного управления МВД России. Над созданием скульптурной композиции работала группа под руководством белгородского скульптора Анатолия Шишкова[17].
- Памятник Михаилу Шумилову — открылся в ноябре 2018 года. Бюст Героя Советского Союза, выдающегося военачальника, генерала-полковника и почётного гражданина Белгорода установили в микрорайоне Новый-2 в сквере рядом с центром образования «Перспектива». Бронзовый памятник создан по проекту белгородского скульптора Михаила Смелого[18].
- Монумент морякам-белгородцам всех поколений — открыт в октябре 2018 года на площадке возле храма Святого Праведного Иоанна Кронштадтского. Посвящён землякам, служившим на флоте и павшим в боях за всю историю русского флота. Высота памятника — чуть более семи метров — как пожелание «семи футов под килем» каждому, кто уходит в море. Скульптор монумента — член Союза художников России Дмитрий Горин[19].
- Памятник линотипу возле Белгородской областной типографии. Открыт 19 апреля 2019 года[20].
- Мемориал памяти новомученикам земли Белгородской. Открыт в 2020 году на месте бывшей городской тюрьмы, где в годы Гражданской войны погибло много людей, в том числе и епископ Белгородский, священномученик Никодим (Кононов), который изображён в центре барельефа мемориала[21].
- Памятник Петру I — открыт 9 ноября 2021. Бронзовый бюст установлен в парке Южный. Автор – известный белгородский скульптор, заслуженный художник Российской Федерации Анатолий Шишков[22].

## Памятники в почте и филателии

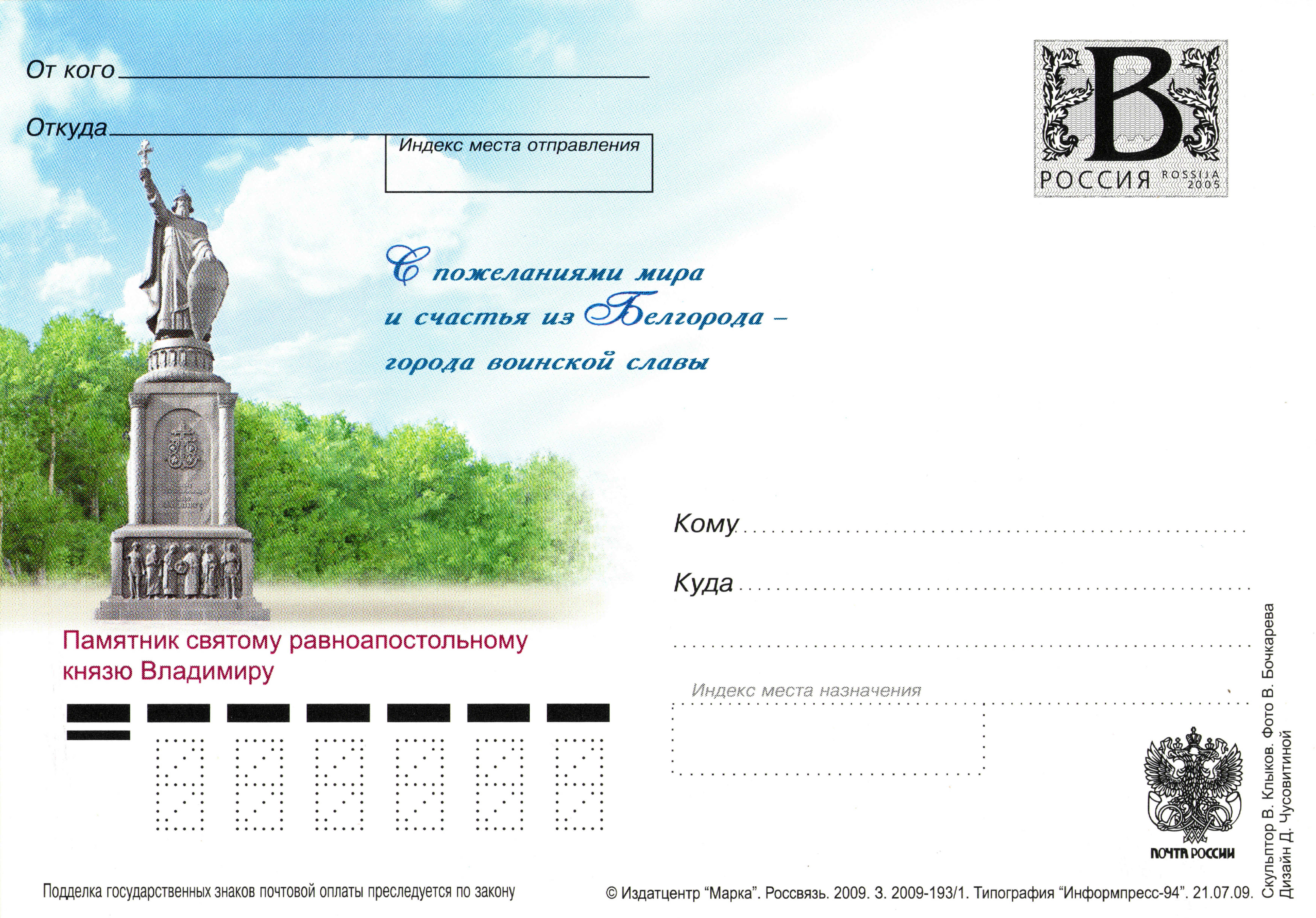
конверт почты России с изображением памятника Князю Владимиру, вариант 2009 года.

В 2002 году издательско-торговым центром «Марка» для почты России был выпущен почтовый конверт с изображением памятника Князю Владимиру в Белгороде тиражом 150 тысяч экземпляров, а в 2007 году — тиражом 500 тысяч экземпляров.
6 января 2004 года Белгород Почтамт использовал специальное гашение № 6ш-2004, посвященное пятидесятилетию Белгородской области. На спецгашении изображен памятник князю Владимиру в Белгороде. Художник — Л. Михалевский.
6 января 2004 года издательско-торговым центром «Марка» для почты России тиражом в 200 тысяч экземпляров выпущена почтовая марка № 904 номиналом пять рублей из серии «Россия. Регионы.», посвященная пятидесятилетию Белгородской области. На марке изображен памятник князю Владимиру в Белгороде, памятник защитникам Отечества — звонница, установленная на Прохоровском поле, иллюстрация добычи железной руды в месторождении Курской магнитной аномалии. Художник — С. Сухарев.
9 мая 2005 года почта 308000 Белгорода использовала специальное гашение № 88ш-2005, посвященное шестидесятилетию Победы в Великой Отечественной войны. На спецгашении изображен памятник расположенный в парке Победы в Белгороде. Художник — Л. Михалевский.
28 июля 2009 года издательско-торговым центром «Марка» для почты России тиражом по 10 тысяч экземпляров выпущены карточкы с литерой «В» № 175К-2009 и № 172К-2009 с изображением скульптурной композиции «Скорбящая мать» в Белгороде и памятника князю Владимиру соответственно. На карточках написано: «С пожеланиями мира и счастья из Белгорода — города воинской славы». Фотограф — В. Бочкарев. Дизайнер — Д. Чусовитина.